# Wet, dark and low
Wet, dark and low is een muziekalbum van de Amerikaanse multi-instrumentalist Kit Watkins. Hij maakt op dit album gebruik van andere musici. Ook Coco Roussel, zijn vriend uit de band Happy The Man is weer van de partij; hij speelt indirect mee. Roussel leverde samples van slagwerk en percussie.

## Musici
- Kit Watkins – alle instrumenten waaronder synthesizers, dwarsfluit, sopraansaxofoon en percussie.
- Carl Weingarten – gitaar op (1) en (6)
- Dave Hoffmann – flugelhoorn op (6)
- Paul Adams – gitaar op (6)

## Composities
Allen van Watkins
1. Brave water (7:13)
2. Funky duty (4:22)
3. Liquidity (5:57)
4. Slinky (5:58)
5. Ak-uk (3:48)
6. Snakes and apples (9:33)
7. Setting from John Free (7:25)
8. Cell division (12:36)
9. Still hope (4:18)